# Ambronay
Ambronay település Franciaországban, Ain megyében. Lakosainak száma 2828 fő (2022. január 1.). Ambronay L’Abergement-de-Varey, Ambérieu-en-Bugey, Château-Gaillard, Douvres, Pont-d’Ain, Priay, Saint-Jean-le-Vieux, Saint-Rambert-en-Bugey és Varambon községekkel határos.

## Népesség
A település népessége az elmúlt években az alábbi módon változott:
| Lakosok száma | 1193 | 1862 | 2146 | 2241 | 2365 | 2615 | 2726 | 2763 | 2827 | 2828 |
|               | 1968 | 1982 | 1999 | 2006 | 2011 | 2015 | 2017 | 2018 | 2020 | 2022 |